# Paul Cantelon
Paul Cantelon (né le 25 décembre 1965) est un compositeur américain de musique classique contemporaine, un compositeur de musiques de films et un acteur. Il est aussi un violoniste, pianiste et accordéoniste, qui est également un membre fondateur du groupe alternatif américain Wild Colonials (en).

## Début de sa vie
Cantelon est né à Glendale, en Californie. Il fut un prodige de musique qui a fait ses débuts de violon à l'âge de 13 ans au Royce Hall de l'UCLA. Inspiré par les travaux de Donalee Reubenet, il a commencé des études de piano. Il a étudié avec André Gauthier au Conservatoire de Musique de Genève en Suisse, Jacob Lateiner à la Juilliard School of Music de New York, et Vlado Perlemuter au Conservatoire de Paris.

## Musique
Au cours de sa carrière, il a publié un certain nombre d'enregistrements de piano solo classique, dont les suivantes :
- In the Morning Early (une collection of Celtic hymns) (1978)
- Paul Cantelon Solo Piano
- A Modern Day Mozart (1998)
- Nightwood, 24 Preludes for Solo Piano
- Point No Point (2001)

Il est membre fondateur de l'alternative Colonials groupe américain sauvage, dans lequel il joue du violon, piano et accordéon, et a toujours figuré sur leurs albums ...
- Fruit of Life (1994),
- This Can’t Be Life (1996)
- Reel Life vol 1 (2000)
- Life As We Know It EP 1/4 (2007)

Depuis les années 1990, il a également enregistré et joué avec une gamme variée d'artistes, dont Yo Yo Ma, Virgil Boutellis-Taft, Joe Cocker, The Kinks, Red Hot Chili Peppers, George Clinton, Rickie Lee Jones, King Crimson, Everclear, et Ry Cooder. Il a invité pour un premier album Perla Betalla's, Everclear's So Much For The Afterglow, Lili Haydn Lili, Loup Garou Dobb's Ferry, et Sara Sant'Ambrogio's Dreaming.
Dans les années 1990 et début des années 2000, il a joué du piano dans un groupe de jazz-fléchies qui a également en vedette Lili Haydn au violon, Martin Tillman au violoncelle, et Satnam Singh Ramgotra sur les tablas. Ils ont publié un CD éponyme sous le nom de Luciana's Wish. En 2000, sous le nom Tryptich, ils sortent un EP de reprises appelé Curion, avec la voix de Angela McCluskey.

## Musique de film
Ces dernières années, il est probablement mieux connu pour ses compositions pour les films, dont les suivantes :
- 2012 : Adolescentes en sursis (Firelight) (TV)
- 2008 : W. : L'Improbable Président
- 2008 : Deux Sœurs pour un roi (The Other Boleyn Girl)
- 2007 : The Diving Bell & The Butterfly
- 2007 : Superheroes d'Alan Brown
- 2007 : Year of the Fish
- 2005 : Tout est illuminé (Everything is Illuminated)
- 2005 : The Swimmers
- 2004 : Kill Your Darlings
- 2002 : Issaquena

En outre, il a composé une partition spéciale du centenaire pour The Battleship Potemkin en 1995.

## Personnel
Sa mère était une trompette dans l'orchestre symphonique de Philadelphie, et son père était un évangéliste.
À l'âge de 17 ans, il a eu un grave accident de vélo qui l'a laissé dans le coma. Quand il est sorti du coma un mois plus tard, il avait une amnésie significative. En conséquence, il a dû réapprendre la musique.